# Copsychus pyrropygus
El shama colirrufo (Copsychus pyrropygus) es una especie de ave paseriforme de la familia Muscicapidae propia del sudeste asiático.

## Taxonomía
El shama colirrufo fue descrito científicamente por el ornitólogo francés René Lesson en 1839, con el nombre de Trichixos pyrropygus. Tradicionalmente se incluía en la familia Turdidae, pero ahora se clasifica en la familia Muscicapidae. Además, desde su descripción se consideraba la única especie del género Trichixos, pero varios estudios genéticos demostraron su pertenencia al género Copsychus.
No se reconocen subespecies diferenciadas.

## Distribución y hábitat
Se encuentra en las selvas tropicales del sur de la península malaya y las islas de Borneo, Sumatra y Belitung, distribuido por Indonesia, Malasia, el extremo meridional de Tailandia y Brunéi.